# بيير لوران (لاعب كرة قدم)
بيير لوران (بالفرنسية: Pierre Laurent)‏ (13 ديسمبر 1970 في فرنسا - ) هو لاعب كرة قدم فرنسي في مركز الهجوم. لعب مع ليدز يونايتد ونادي باستيا ونادي ستراسبورغ وESA Brive ‏.

## وصلات خارجية
- بيير لوران على موقع قاعدة بيانات كرة القدم.إي يو (الإنجليزية)
- بيير لوران على موقع عالم كرة القدم.نت (الإنجليزية)